# Llobí groc
El llobí groc o tramús groc (Lupinus luteus) és una planta herbàcia lleguminosa del gènere Lupinus i família de les fabàcies que creix de manera salvatge a les zones costaneres prop de la mediterrània. També es cultiva una espècie domesticada d'aquests per a usos alimentaris, entre d'altres, en aquestes zones i el continent europeu. Els seus fruits s'anomenen tramussos, i s'utilitzen de la mateixa manera que els del llobí blanc. El nom «tramús» deriva de l'àrab at-turmus, que a la vegada prové del grec θέρμος.
Es tracta d'una planta d'origen mediterrani occidental que no suporta les gelades però s'aclimata molt bé als climes subtropicals i tropicals. El llobí groc i el llobí blanc salvatges contenen alcaloides que fan que els seus fruits siguin molt amargants i que cal no menjar perquè a més són tòxics. Els tramussos que es venen ja cuits provenen d'espècies conreades obtingudes per creuament, per tal d'eliminar-los.
Se sol cultivar i utilitzar en les mateixes zones que el llobí de flor blanca. S'utilitza com a fertilitzant per a millorar la qualitat del sòl, ja que hi fixa el nitrogen; per a obtenir farratge per al bestiar i en alguns indrets per a menjar la seva llavor, que té un aspecte semblant al blat de moro però força més gran i arrodonit. A Austràlia es considera una planta invasora.

## Morfologia
És una planta herbàcia anual que mesura aproximadament mig metre d'alçada. Les fulles són petites i en forma de palma, amb de cinc a deu folíols cadascuna. Les flors, de color groc daurat intens i molt oloroses, tenen forma de papallona i estan disposades en forma de llarga espiga. Els fruits es presenten en forma de beines verdes que, com les fulles, són lleugerament vellutades, amb grans al seu interior una mica més petits que els del llobí blanc.
Els fruits, a les espècies salvatges (toxiques) són de color groc amb taquetes negres, de gust amarg i tòxics si es mengen en grans quantitats. A les varietats conreades, pobres en alcaloides i obtingudes artificialment per creuament, els fruits tenen un color groc més clar, no tenen gens de negre, no són amargs (sinó més aviat dolços, podent recordar el blat de moro) i no són tòxics.

## Gastronomia

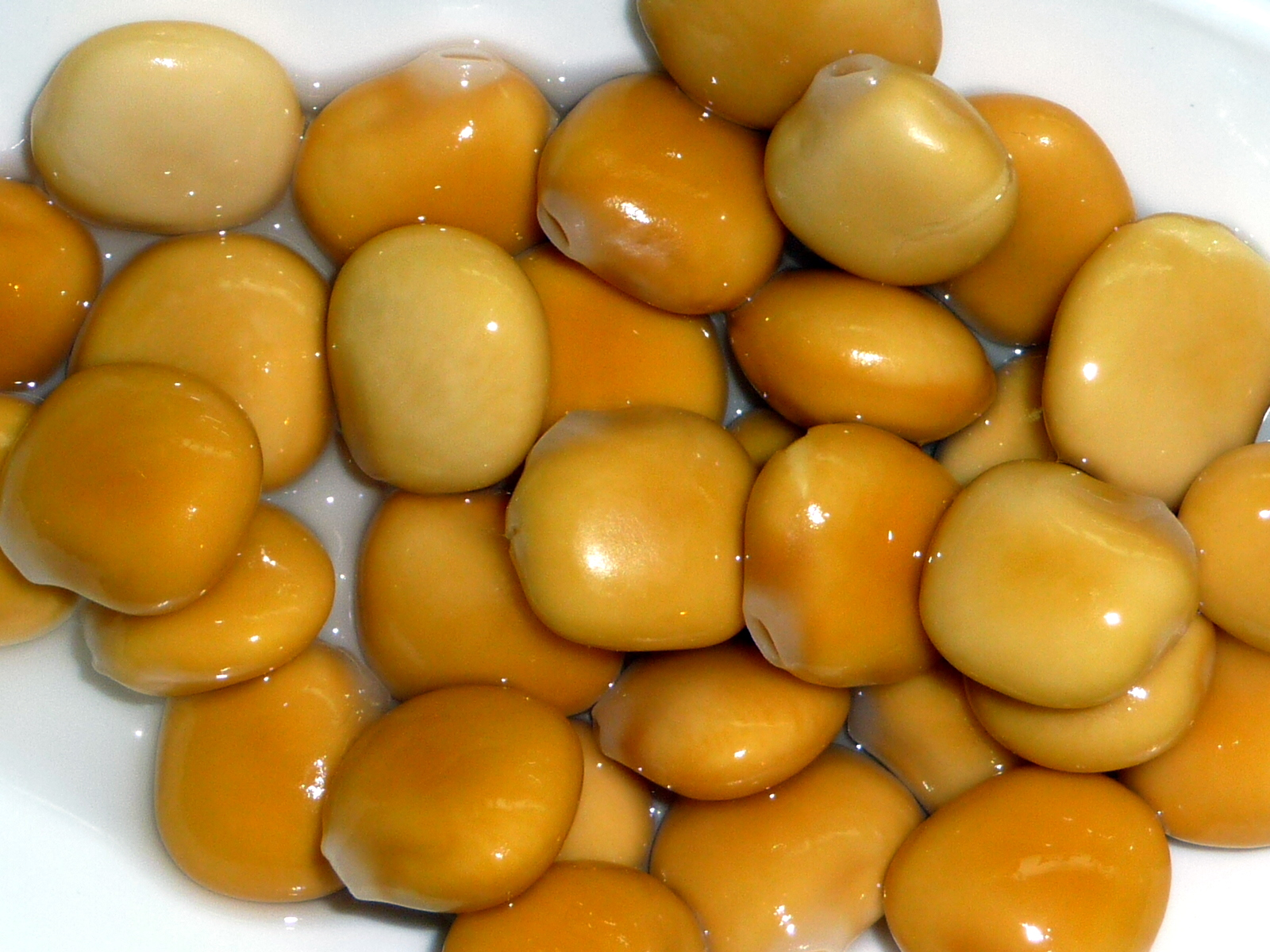
Tramussos preparats per a un aperitiu

És un llegum que s'utilitza a la gastronomia mediterrània igual que el llobí de flor blanca. Una manera tradicional de preparar-ho, per exemple, és fer-lo macerar en una barreja d'oli d'oliva, vinagre, pebrot, all i julivert.
Els grans contenen un 40% de proteïna bruta i un 15% de cel·lulosa bruta.

## Toxicitat
Les espècies salvatges contenen alcaloides que deriven sobretot de la lupanina, la quinolizidina i l'esparteina, que poden resultar més o menys tòxics pel sistema nerviós dels animals de pastura i els humans si es mengen en gran quantitat (més de mig quilo diari al bestiar oví, per exemple). Les espècies cultivades, d'on provenen els grans cuits que es venen als supermercats i a les fires o que s'ofereixen als bars, per exemple, provenen en canvi d'espècies modificades per a disminuir la seva quantitat d'alcaloides, cosa que a més els treu la forta amargor que caracteritza les espècies salvatges no modificades.
La intoxicació per ingestió de plantes salvatges del gènere Lupinus, com el llobí groc i el blanc, s'anomena lupinisme i provoca crisis d'excitabilitat desmesurada alternada per moments de depressió, a més de tremolors i mareig en desplaçar-se.

## Citologia
Els nombres cromosomàtics de Lupinus luteus i tàxons infraespecífics són:
2n=48-52: 2n=52

## Galeria d'imatges

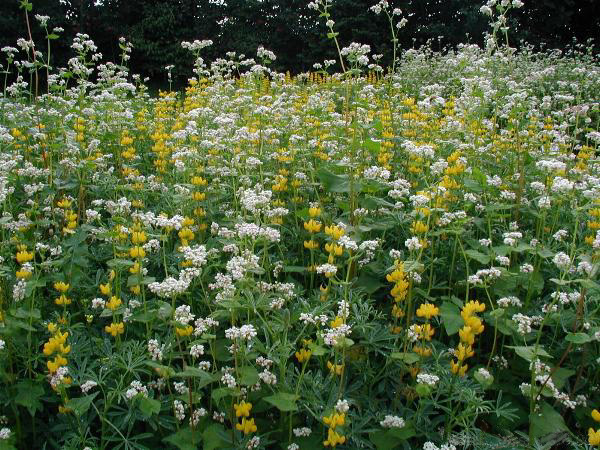
Amb Fagopyrum esculentum
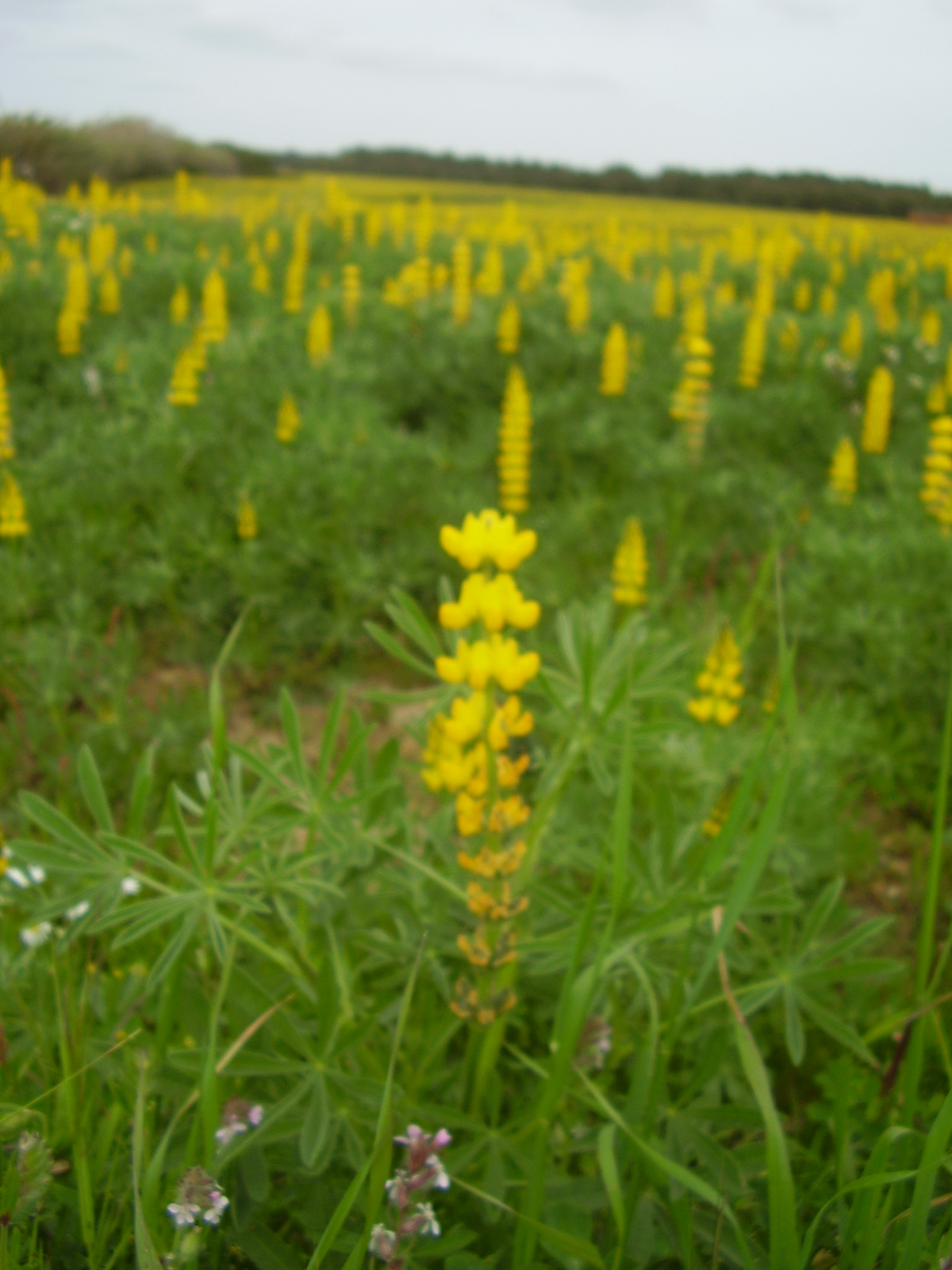
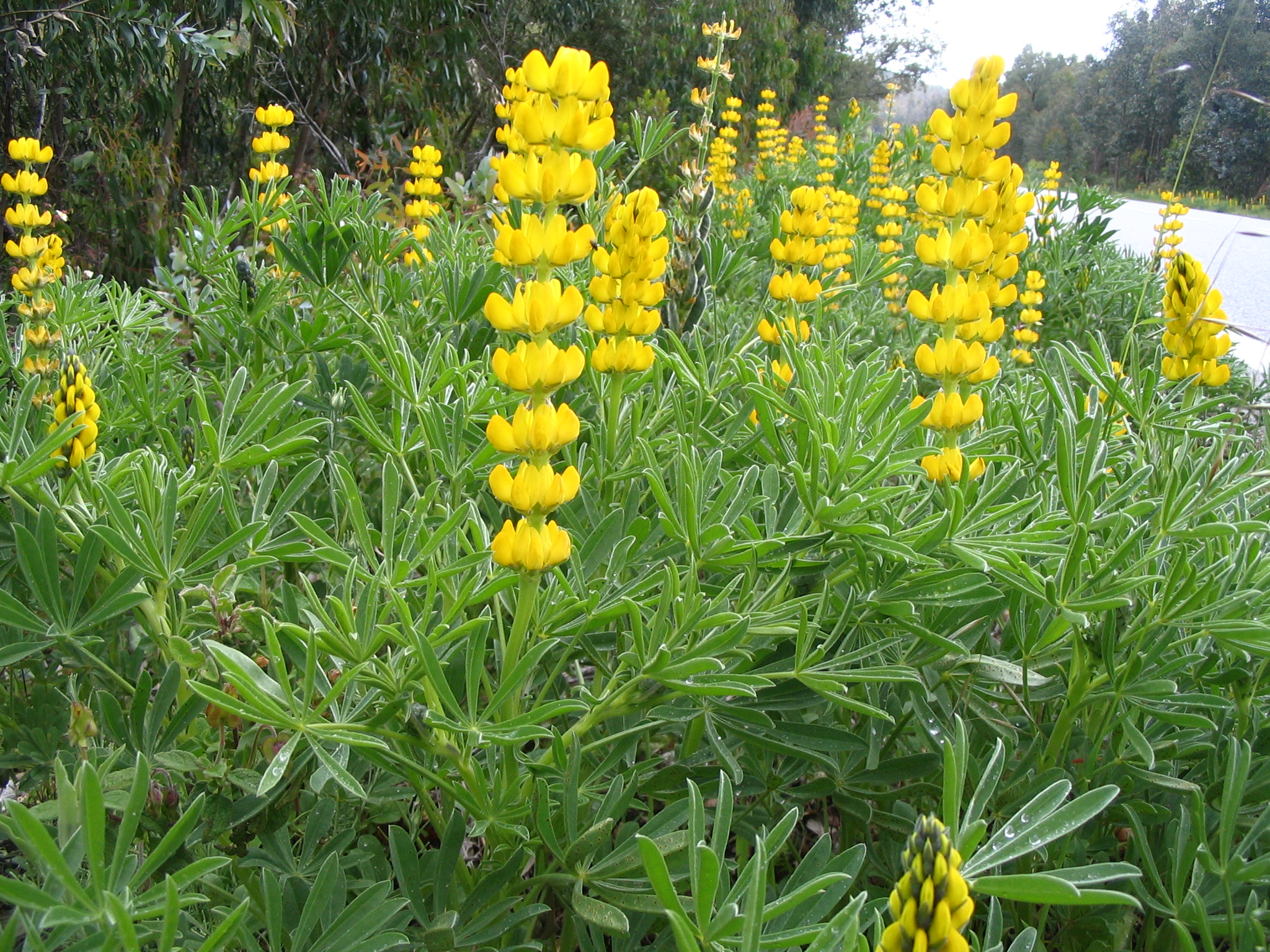
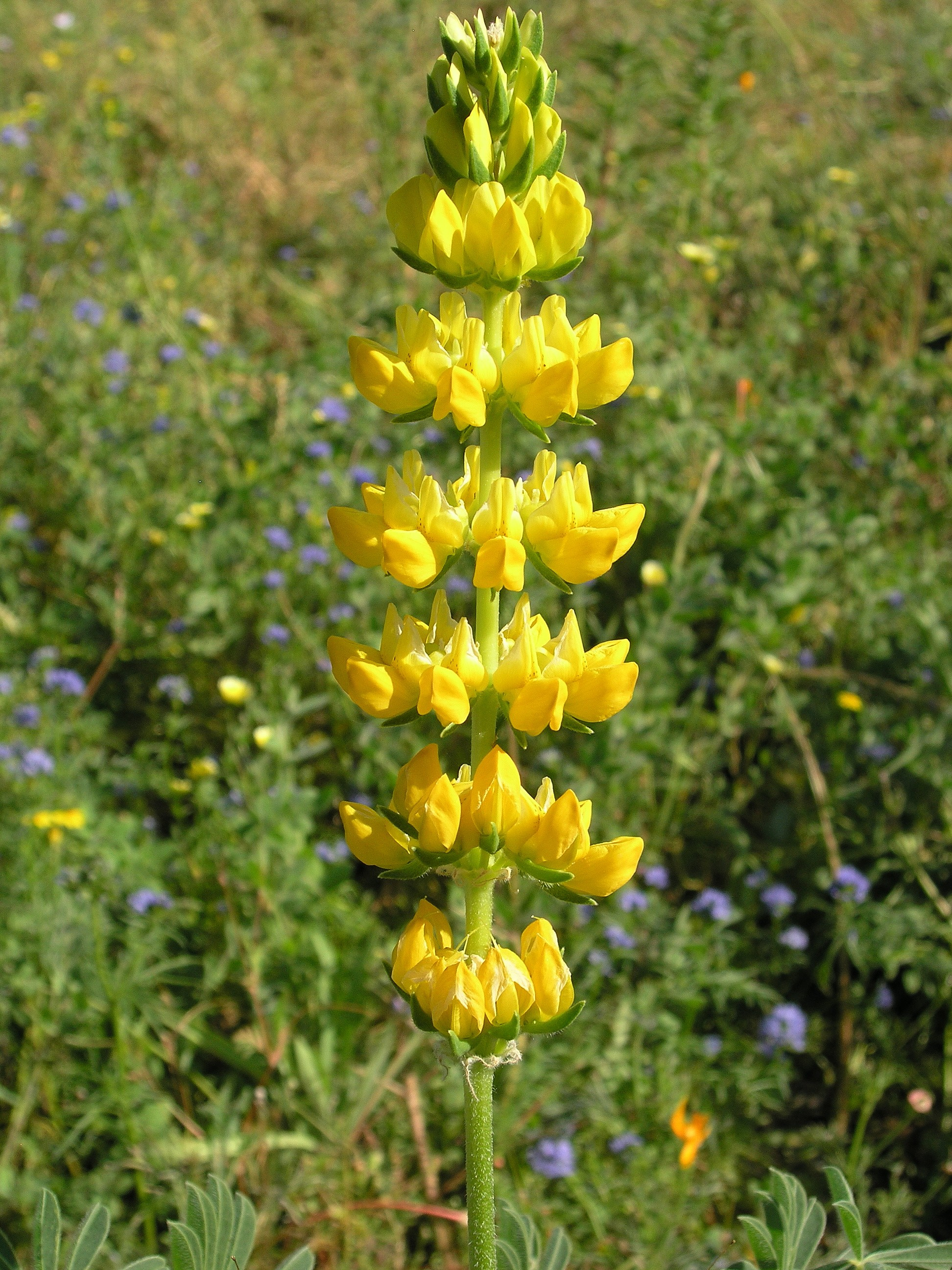
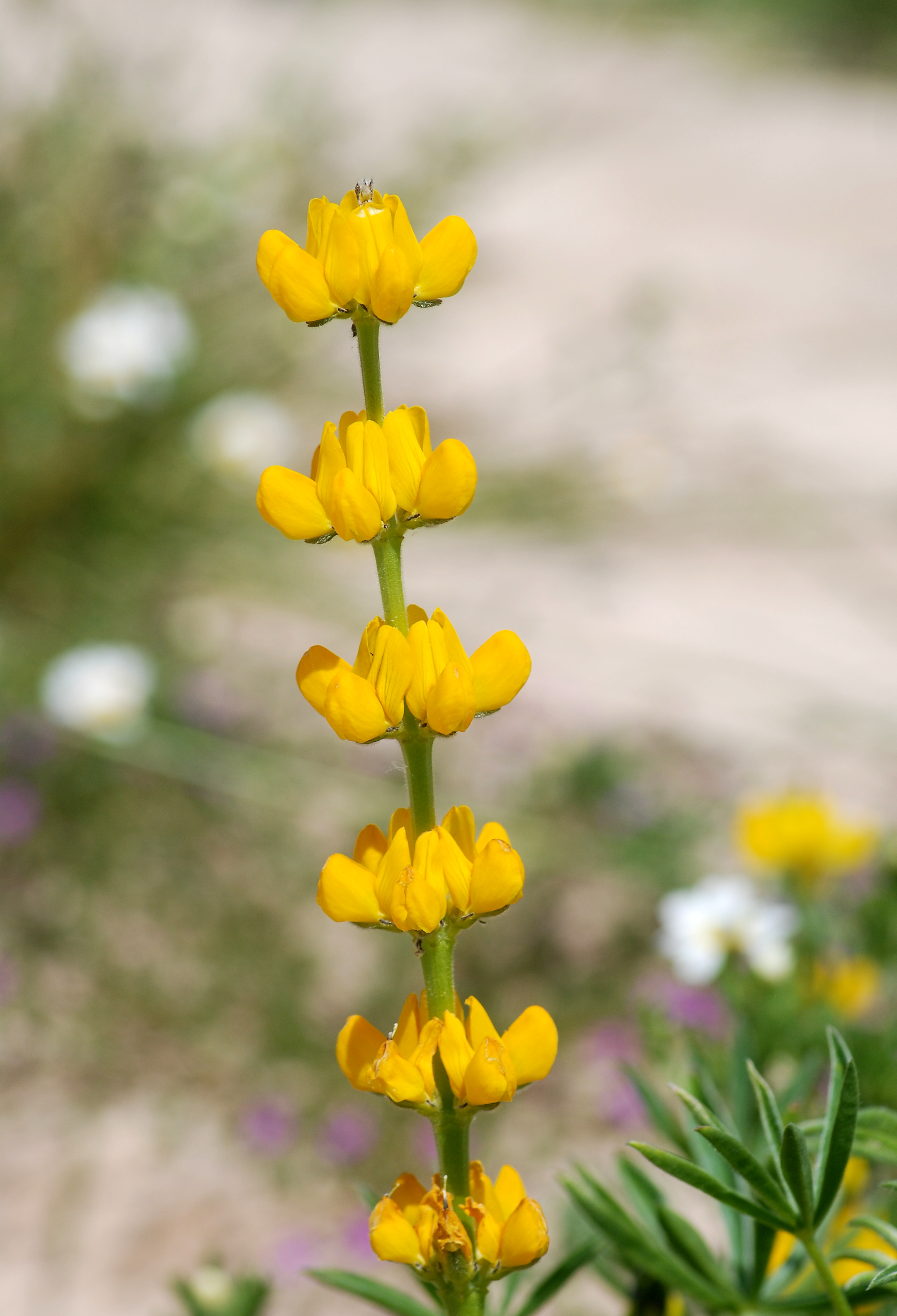
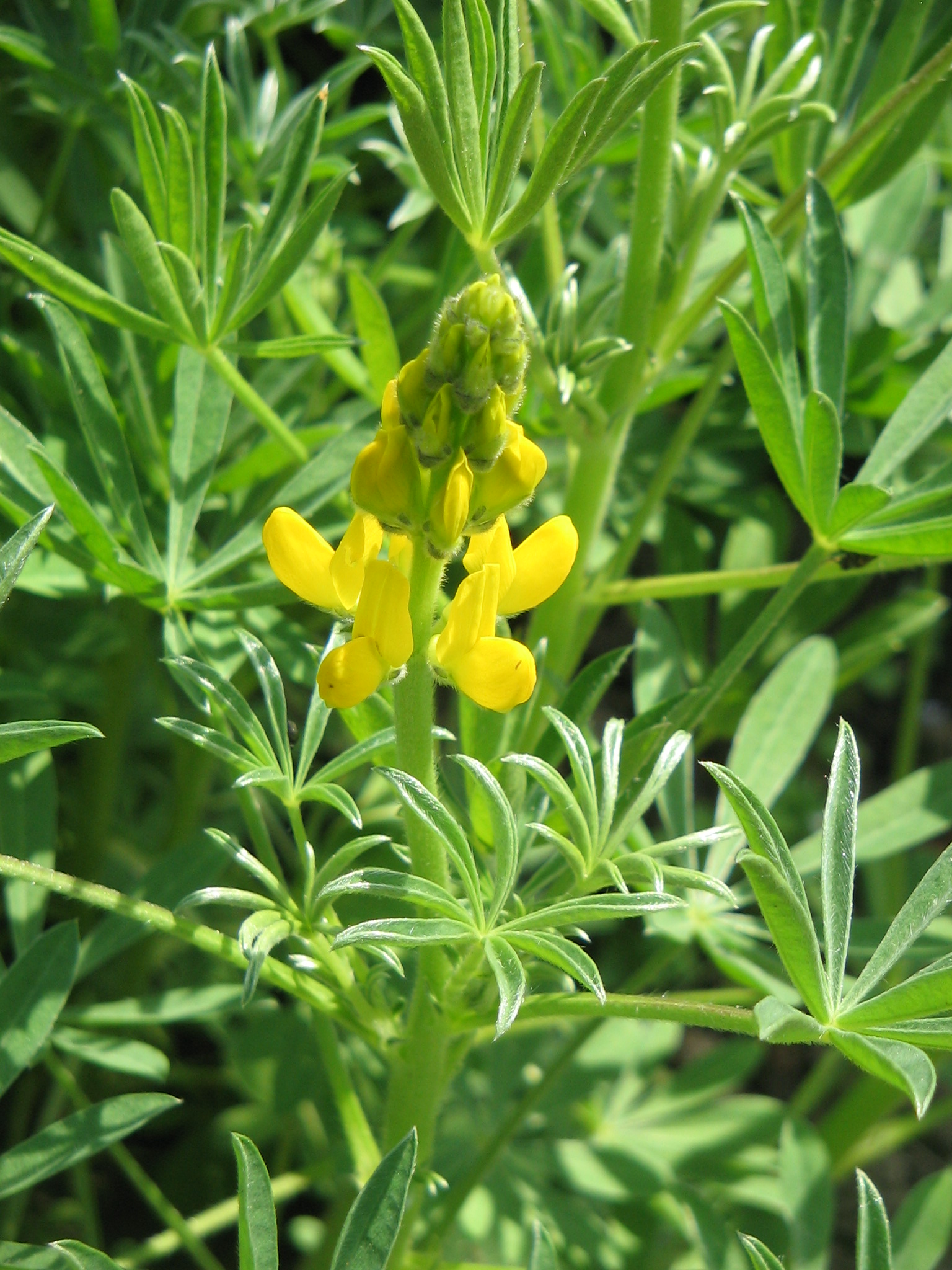
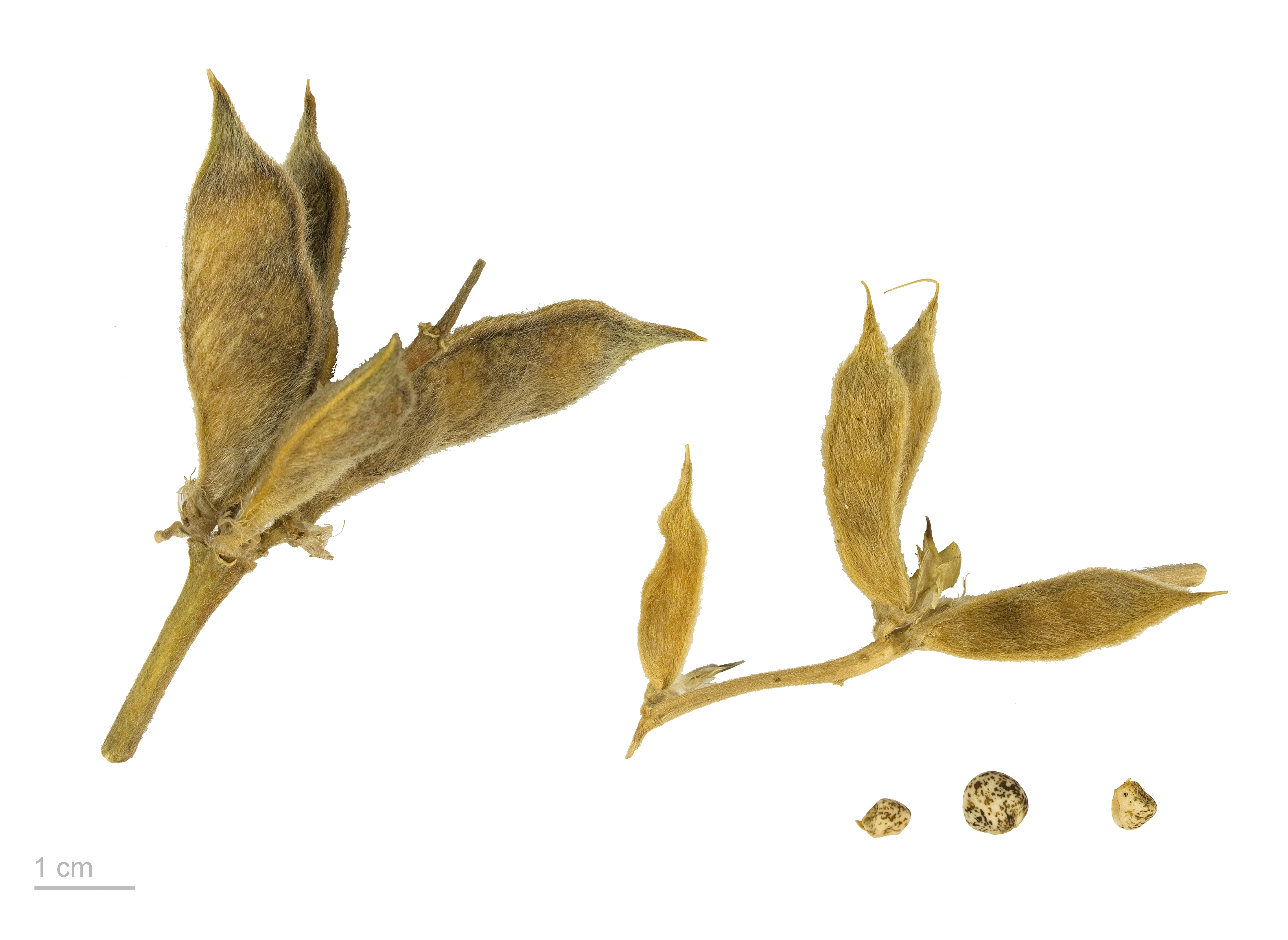
Lupinus luteus